# Bavilliers
Bavilliers este o comună franceză, situată în departamentul Territoire de Belfort, în regiunea culturală și istorică Franche-Comté și în regiunea Bourgogne-Franche-Comté.
Înainte de 2015, comuna aparținea cantonului Châtenois-les-Forges; din 2015, ea este sediul central al cantonului Bavilliers.

## Geografie
Orașul este situat la periferia sud-vestică a Belfortului, pe drumul național 83 care duce spre Héricourt (Haute-Saône), drum construit pe traseul unei vechi căi romane secundare ce venea din sud, trecea prin Argiésans și urca spre Danjoutin și Belfort, de-a lungul colinei Châtelet. Bavilliers este străbătut de râul Douce, care își are izvorul la Châlonvillars, dispare parțial în locul numit Trou-la-Dame și reapare două sute de metri mai jos, chiar în mijlocul satului.

### Comune limitrofe
| Essert  |           | Belfort   |
|         |           | Danjoutin |
| Urcerey | Argiésans | Andelnans |

### Climă
În 2010, clima comunei era de tip climat montan, conform unui studiu al Centrului Național de Cercetare Științifică bazat pe o serie de date care acoperă perioada 1971-2000. În 2020, Météo-France publică o tipologie a climei din Franța metropolitană în care comuna este expusă unui climat semi-continental și se află în regiunea climatică Vosgi, caracterizată de o pluviometrie foarte ridicată (1.500 până la 2.000 mm/an) în toate anotimpurile și o iarnă aspră (sub 1 °C).
Pentru perioada 1971-2000, temperatura medie anuală este de 9,8 °C, cu o amplitudine termică anuală de 17,4 °C. Cantitatea medie anuală de precipitații este de 1 260 mm, cu 12,6 zile de precipitații în ianuarie și 10,6 zile în iulie. Pentru perioada 1991-2020, temperatura medie anuală observată la stația meteorologică Météo-France cea mai apropiată, situată în comuna Dorans la 4 km distanță, este de 10,9 °C, iar cantitatea medie anuală de precipitații este de 974,0 mm.
Pentru viitor, parametrii climatici estimati pentru comună, pentru anul 2050, conform diferitelor scenarii de emisii de gaze cu efect de seră, pot fi consultati pe un site dedicat publicat de Météo-France în noiembrie 2022.

## Urbanism

### Tipologie
La 1 ianuarie 2024, Bavilliers este clasificată drept centru urban mare, conform noii grile comunale de densitate în șapte niveluri definită de INSEE (Institutul Național de Statistică și Studii Economice) în 2022. Ea face parte din unitatea urbană a Belfort, o aglomerație interdepartamentală care reunește 16 comune, dintre care Bavilliers este o comună de suburbie. De asemenea, comuna face parte din zona metropolitană a orașului Belfort, fiind una dintre comunele polului principal. Această arie, care reunește 91 de comune, este clasificată în categoria ariilor cu o populație cuprinsă între 50.000 și mai puțin de 200.000 de locuitori.

### Utilizarea terenurilor
Ocupația terenurilor din comună, conform bazei de date europene privind ocupația biofizică a solurilor Corine Land Cover (CLC), este marcată de prezența semnificativă a teritoriilor artificializate (49,1 % în 2018), în creștere față de 1990 (46,5 %). Repartiția detaliată în 2018 este următoarea: zone urbanizate (37,7 %), terenuri arabile (17,6 %), pășuni (12,5 %), zone industriale sau comerciale și rețele de comunicație (11,4 %), terenuri agricole heterogene (11,3 %), păduri (9,4 %). Evoluția ocupării terenurilor în comună și a infrastructurilor sale poate fi observată pe diferitele reprezentări cartografice ale teritoriului: harta Cassini (secolul XVIII), harta de stat-major (1820-1866) și hărțile sau fotografiile aeriene ale IGN pentru perioada actuală (1950 până în prezent).

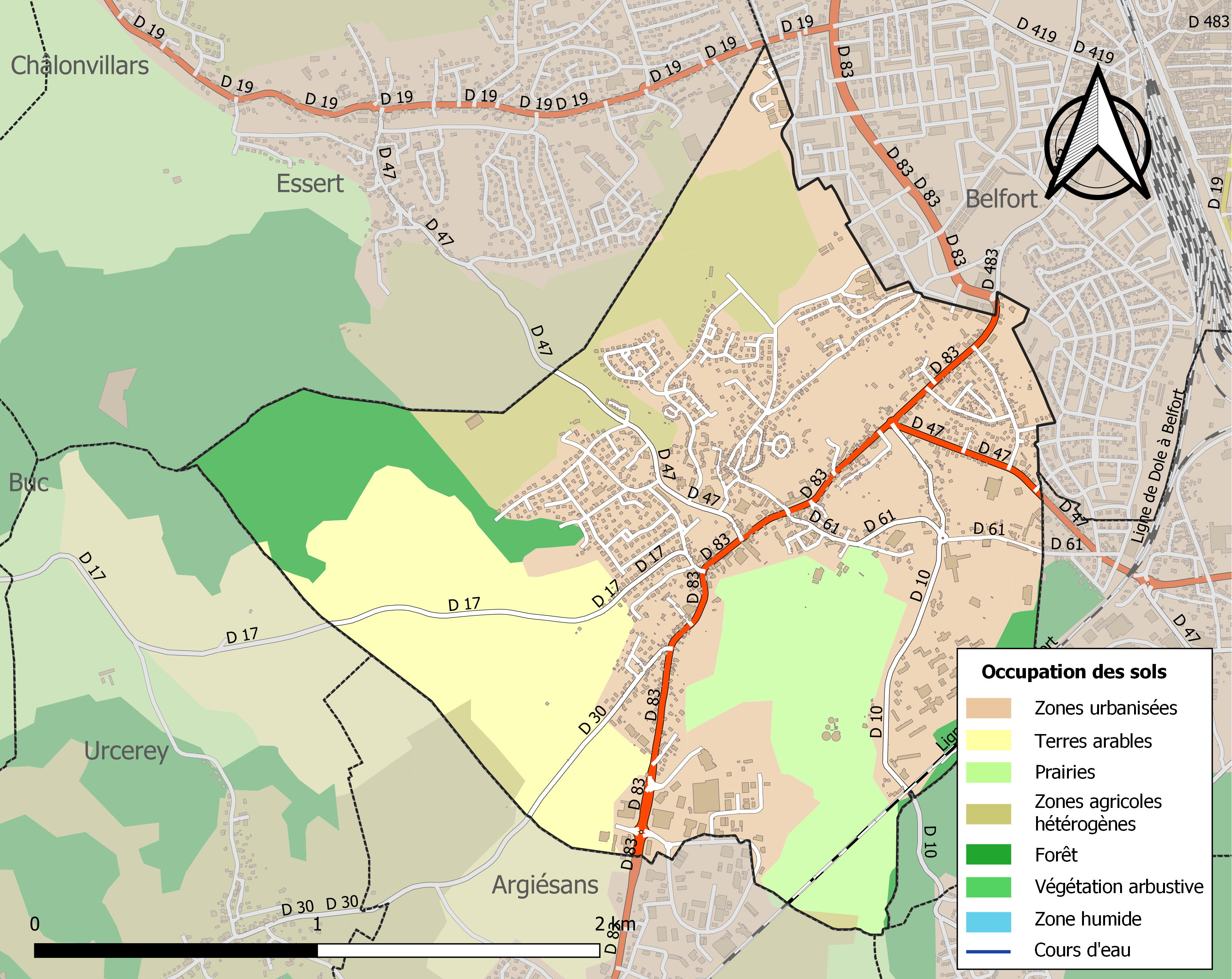
Harta infrastructurii și utilizării terenului a comunei în 2018 (CLC).

## Toponimie
Bewelier (1350), Befelier (1394), Baywillier (1533), Bauillier (1627), Bavilliers (1655)

## Istorie

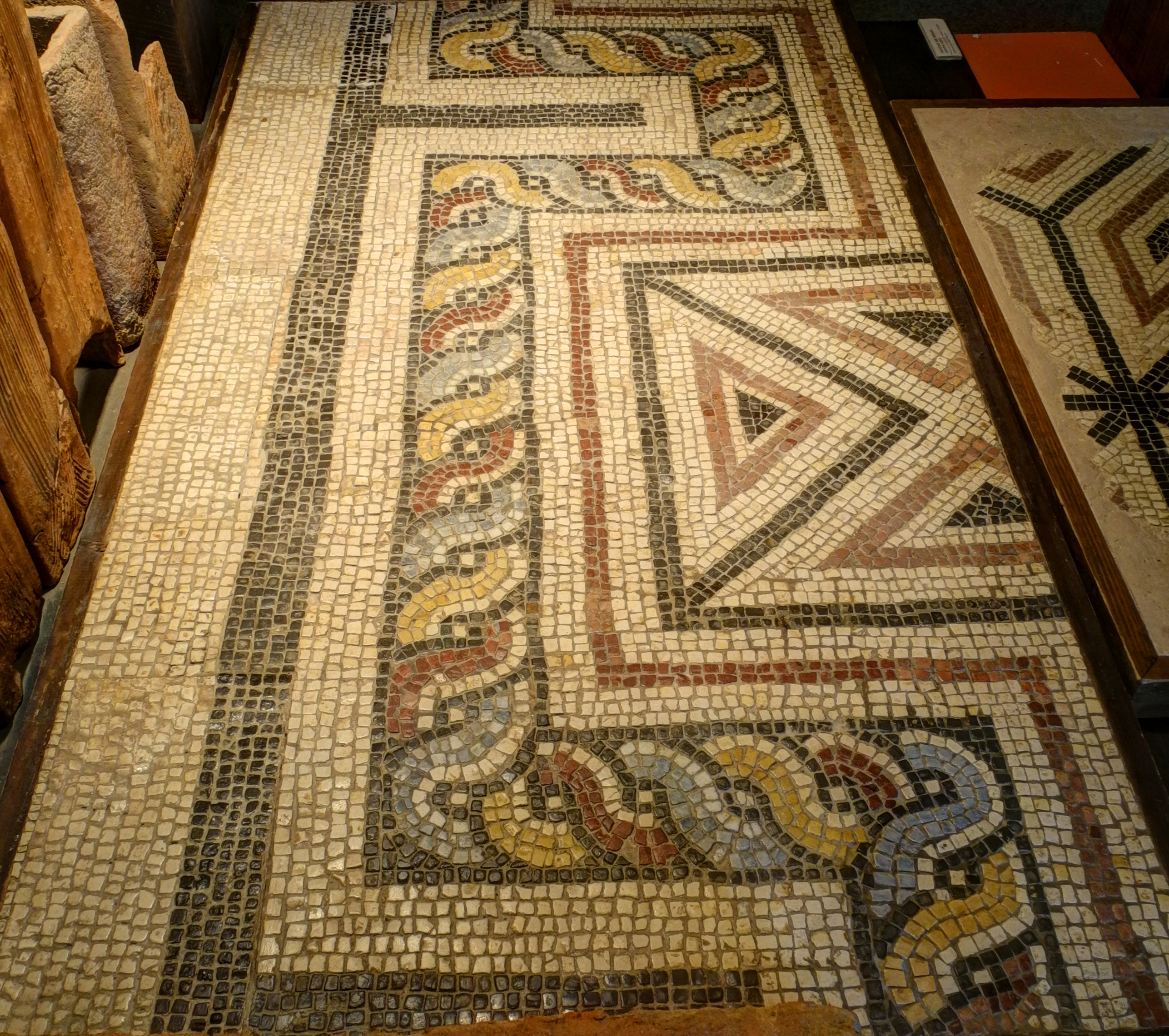
Mozaic din Bavilliers expus la Muzeul din Belfort.

Vestigii galo-romane, printre care un fragment de mozaic și numeroase țigle, au fost descoperite pe teritoriul comunei. Acestea provin dintr-un important centru cultic. Obiectele, mozaicurile și frescele sunt expuse la muzeul de istorie din Belfort. În anul 2009, a fost descoperit un țarc (enclos) dedicat zeului Jupiter.
Se pare că cetatea medievală a înlocuit un castellum roman. Satul este menționat pentru prima dată în 1140 sub forma Basvyllis. Ulterior apar și formele Baveler sau Basvelier. Feuda Bavilliers făcea parte din comitatul Montbéliard și din Cravanche până în 1347, după care a fost atașată coroanei Austriei până în 1642. În 1573, satul avea puțin peste o sută de locuitori.
La 11 iulie 1815, Claude Jacques Lecourbe și invadatorul austriac, reprezentat de generalul Hieronymus Karl Graf von Colloredo-Mansfeld, au semnat un armistițiu care punea capăt celui de-al doilea asediu al Belfortului.
Parohia Bavilliers reunește locuitorii din Argiésans și Urcerey în biserica Saint-Ambroise, construită în jurul anului 1850 și care a înlocuit o construcție deja existentă în 1603.

## Populația și societatea

### Date demografice
Evoluția numărului de locuitori este cunoscută prin recensămintele populației efectuate în comuna respectivă începând din 1793. Pentru comunele cu mai puțin de 10 000 de locuitori, un recensământ al întregii populații este realizat la fiecare cinci ani, populațiile legale pentru anii intermediari fiind estimate prin interpolare sau extrapolare. Pentru comuna respectivă, primul recensământ exhaustiv în cadrul noului dispozitiv a fost realizat în 2004.
În 2022, comuna număra 4 641 locuitori, în creștere cu -2,75 % față de 2016 (Territoire de Belfort: -2,78 %, Franța fără Mayotte: +2,11 %).
| An        | 1793 | 1821 | 1841 | 1856 | 1876  | 1886  | 1901  | 1921  | 1936  | 1962  | 1982  | 2006  | 2014  | 2022  |
| --------- | ---- | ---- | ---- | ---- | ----- | ----- | ----- | ----- | ----- | ----- | ----- | ----- | ----- | ----- |
| Populație | 301  | 389  | 870  | 668  | 1 174 | 1 232 | 1 397 | 1 552 | 1 717 | 2 437 | 3 555 | 4 783 | 4 838 | 4 641 |

## Cultură locală și patrimoniu

### Locuri și monumente
În 1999, turla bisericii Saint-Ambroise a fost distrusă de vânturile puternice ale furtunii Lothar; ea a fost reconstruită în 2001. Noua fleșă este mai scurtă cu 5 metri, deoarece a fost refăcută conform planurilor din 1850.